# Radarkeresztmetszet

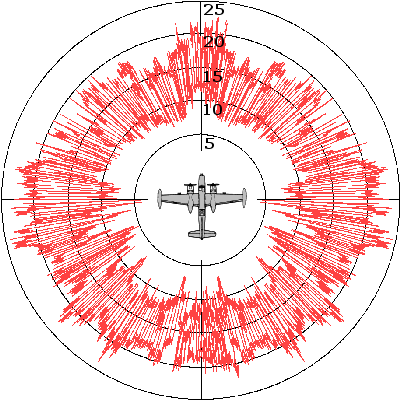
Egy B–26 Invader repülőgép radarkeresztmetszete különböző irányokból mérve

A radarkeresztmetszet (angolul: radar cross section, rövidítve RCS) annak mérésére szolgáló mennyiség, hogy egy adott tárgy mennyire jól látható rádiólokátorokkal. Egy ugyanakkora visszaverő képességű, vezető anyagból készült gömb keresztmetszetének területét fejezi ki. Bonyolultabb formájú tárgyak, például repülőgépek visszaverő képessége más-más irányokból teljesen eltérő lehet. Néha decibelben, dBsm vagy dBm² formában is megadják, ilyenkor az 1m² felületű cél által visszavert referenciamennyiséghez képest, logaritmikus alapon viszonyítják a visszavert jel erejét, így például 20 dbsm = 100 m², -10 dbsm = 0,1 m² visszaverő felülettel.

## Jellemző értékei
- B–26 Invader, második világháborús bombázó repülőgép: 3100 m²
- B–52 Stratofortress nehézbombázó: 100 m²
- F–4 Phantom II vadászbombázó: 25 m²
- F–16C Fighting Falcon: 1,2 m²
- MiG–29 vadászbombázó: 1 m²
- JAS 39 Gripen: 0,1 m²
- Eurofighter: 0,1-0,25 m²
- Rafale: 0,05 m²
- F–35 Lightning II: 0,005-0,1 m²
- F–22 Raptor, lopakodó vadászbombázó: 0,0001 m²